# Joseph Maher
Joseph Maher (Westport, Irlanda; 29 de diciembre de 1933- Los Ángeles, Estados Unidos; 17 de julio de 1998) fue un director de teatro y actor irlandés (nacionalizado estadounidense) de cine, teatro y televisión. Es mayormente conocido por su papel de Obispo en la película Sister Act.

## Carrera
Joseph Maher nació el 29 de diciembre de 1933 en Westport, Condado de Mayo, Irlanda. Fue uno de los diez hijos de Delia A. (de soltera O'Malley) y Joseph Maher Sr., un maestro de escuela. Maher emigró a Canadá en 1956 donde primero trabajó para una empresa petrolera. Interesándose por el teatro, estudió actuación en el Royal Conservatory de Toronto. Su primera aparición en el escenario fue en una producción de Toronto, The Taming of the Shrew. Posteriormente se mudó a Nueva York después de estar de gira con los Canadian Players durante tres años.
Fue un actor conocido por sus papeles en  Heaven Can Wait (1978) con Warren Beatty, My Stepmother Is an Alien (1988),  Sister Act (1992) con Whoopi Goldberg y In & Out (1997). Interpretaba regularmente a aristócratas o sacerdotes. También trabajó en varias obras de teatro en Londres y giras estadounidenses.
Durante más de cuatro décadas,  Maher construyó una carrera como uno de los actores de personajes más versátiles y hábiles de Broadway. Se hizo más conocido trabajando, en la mayor parte de su carrera, con el director John Tillinger, y por sus papeles en obras del dramaturgo británico Joe Orton, quien murió en 1967.
Las apariciones de Maher en televisión incluyeron papeles en las telenovelas "Guiding Light" y "Another World". También apareció como estrella invitada en varias series de televisión, incluyendo  M * A * S * H ,  Wonder Woman , When Things Were Rotten,  Ellery Queen ,  St. Elsewhere ,  ALF ,  Gimme a Break! ,  Moonlighting   ,  Thirtysomething ,  Murder, She Wrote ,  Seinfeld ,  Tales from the Crypt  y  Chicago Hope .
Se convirtió en ciudadano estadounidense naturalizado antes de su muerte en Los Ángeles. Maher murió víctima de un tumor cerebral en su casa de Los Ángeles, California, el viernes 17 de julio de 1998, a la edad de 64 años según confirmó a la prensa su agente Joan Scott. Sus restos descansan en el Cementerio Aughaval.

## Premios y nominaciones
- Fue nominado para el premio Tony de Broadway tres veces, todas como Mejor Actor (Papel destacado - Obra): en 1979 por Spokesong; en 1980 para Night and Day y en 1986 para una reposición de Loot de Joe Orton. Estos lo convierten en el actor más nominado en esa categoría en particular.
- Fue galardonado con el Premio OBIE 1977 por Actuación Distinguida en un Papel Protagónico por la obra Savages, fuera de Broadway en la ciudad de Nueva York.
- Fue galardonado con el premio Drama Logue de 1987 a la mejor interpretación por Loot en el Mark Taper Forum Theatre de Los Ángeles, California.
- Fue galardonado con el Premio del Círculo de Críticos de Drama de Los Ángeles en 1987 por su interpretación principal distinguida por Loot en el Mark Taper Forum Theatre de Los Ángeles, California.
- Fue galardonado con el Premio Drama Logue de 1987 a la Mejor Actuación por Entretener al Sr. Sloane en el Mark Taper Forum Theatre de Los Ángeles, California.

## Filmografía
| Años | Película                                   | Rol                         | Nota            |
| ---- | ------------------------------------------ | --------------------------- | --------------- |
| 1966 | Passages from James Joyce's Finnegans Wake | Celebrante                  |                 |
| 1972 | It Ain't Easy                              | Charlie                     |                 |
| 1974 | For Pete's Sake                            | Sr. Coates                  |                 |
| 1976 | Diary of the Dead                          | Walter Johnson              |                 |
| 1978 | Heaven Can Wait                            | Sisk                        |                 |
| 1979 | Time After Time                            | Adams                       |                 |
| 1980 | Just Tell Me What You Want                 | Dr. Coleson                 |                 |
| 1980 | Those Lips, Those Eyes                     | Fibby Geyer                 |                 |
| 1981 | Going Ape!                                 | Gridley                     |                 |
| 1981 | Under the Rainbow                          | El duque                    |                 |
| 1982 | I'm Dancing as Fast as I Can               | Doctor Kalman               |                 |
| 1984 | The Evil That Men Do                       | Molloch                     |                 |
| 1984 | Frankenweenie                              | Sr. Chambers                | Cortometraje    |
| 1988 | Funny Farm                                 | Michael Sinclair            |                 |
| 1988 | My Stepmother is an Alien                  | Lucas Budlong               |                 |
| 1990 | The Local Stigmatic                        | David                       |                 |
| 1992 | Sister Act                                 | Obispo O'Hara               |                 |
| 1994 | Killer                                     | Dr. Alstricht               |                 |
| 1994 | The Shadow                                 | Isaac Newboldt              |                 |
| 1994 | I.Q.                                       | Nathan Liebknecht           |                 |
| 1996 | Surviving Picasso                          | Kahnweiler                  |                 |
| 1996 | Mars Attacks!                              | Decorador de la Casa Blanca |                 |
| 1997 | In & Out                                   | Padre Tim                   |                 |
| 1998 | OK Garage                                  | Lilly                       |                 |
| 1998 | Hoods                                      | Dr. Alstrich                |                 |
| 1999 | The Out-of-Towners                         | Sr. Wellstone               | Su último filme |

## Premios y nominaciones
| Año  | Premio                         | Categoría                                   | Trabajo nominado    | Resultado |
| ---- | ------------------------------ | ------------------------------------------- | ------------------- | --------- |
| 1977 | 22nd Village Voice Obie Awards | Actuación distinguida de un actor           | Savages             | Ganador   |
| 1979 | 33rd Tony Awards               | Mejor actor destacado en una obra de teatro | Spokesong           | Nominado  |
| 1980 | 34th Tony Awards               | Mejor actor destacado en una obra de teatro | Night and Day       | Nominado  |
| 1986 | Premios Tony\|40th Tony Awards | Mejor actor destacado en una obra de teatro | Loot                | Nominado  |
| 1986 | 31st Drama Desk Awards         | Mejor actor destacado en una obra de teatro | Loot                | Ganador   |
| 1991 | 15th Laurence Olivier Awards   | Mejor actuación en comedia del años         | What the Butler Saw | Nominado  |